# Cyclops vitiensis
Cyclops vitiensis – gatunek widłonoga z rodziny Cyclopidae, nazwa naukowa gatunku została po raz pierwszy opublikowana w 1847 roku przez amerykańskiego zoologa Jamesa Dwighta Dana.